# سايمون ستالينهاغ
سايمون ستالينهاغ (بالسويدية: Simon Stålenhag؛ من مواليد 20 يناير 1984) هو فنان وموسيقي ومصمم سويدي متخصص في الصور الرقمية المستقبلية الرجعية التي تركز على بيئات التاريخ البديل في الريف السويدي. شكلت إعدادات عمله الفني الأساس لمسلسل درامي تلفزيوني من أمازون لعام 2020 تيلز فروم ذا لوب.

## عمل فني
نشأ سايمون ستالينهاغ في بيئة ريفية بالقرب من ستوكهولم، رسم رسومات توضيحية للمناظر الطبيعية المحلية المستوحاة من فنانين مثل لارس جونسون. حاول فقط العمل الفني للخيال العلمي بعد اكتشاف فنانين مفاهيم مثل رالف ماكوري وسيد ميد. في البداية تم إنجاز هذا العمل كمشروع جانبي، دون أي تخطيط وراءه. من الناحية الموضوعية، غالبًا ما يجمع عمله بين طفولته وموضوعات من أفلام الخيال العلمي، مما ينتج عنه مشهد سويدي نمطي مع عزيمة مستقبلية جديدة. وفقًا لستالينهاغ، ينشأ هذا التركيز من افتقاره الملحوظ للارتباط بمرحلة البلوغ، مع إضافة عناصر الخيال العلمي جزئيًا لجذب انتباه الجمهور والتأثير جزئيًا على مزاج العمل. تؤدي هذه الأفكار إلى مجموعة من الأعمال التي يمكن أن تتميز بالروبوتات العملاقة والهياكل العملاقة جنبًا إلى جنب مع العناصر السويدية العادية مثل سيارات فولفو وساب.
مع تطور عمله، أنشأ ستالينهاغ خلفية درامية له، تركز حول منشأة حكومية تحت الأرض. بالتوازي مع التدهور الواقعي لدولة الرفاهية السويدية، تفشل الآلات الكبيرة ببطء، والنتيجة النهائية لهذا لا تزال لغزا. وفقًا لمقابلة أجريت عام 2013 مع ذا فيرج، «الاختلاف الوحيد في عالمي الفني وعالمنا هو أنه... منذ أوائل القرن العشرين، كانت المواقف والميزانيات لصالح العلم والتكنولوجيا بشكل أكبر.»
خارج كتابه المعتاد، رسم ستالينهاغ أيضًا 28 صورة للديناصورات لمتحف التاريخ الطبيعي السويدي الذي يعود إلى عصور ما قبل التاريخ، بعد أن أعاد اكتشاف اهتمام طفولته بالمخلوقات، واتصل بالمتحف لمعرفة ما إذا كان بإمكانه فعل أي شيء. في عام 2016، تابع ذلك بصور للنتائج الافتراضية لارتفاع المحيط تحت تغير المناخ لمركز المرونة بجامعة ستوكهولم. كما قام ببعض الأعمال الفنية الترويجية للعبة فيديو الخيال العلمي نو مانز سكاي.
يستخدم ستالينهاغ جهاز كمبيوتر لوحي واكوم وجهاز كمبيوتر لتوضيح عمله، والذي تم تصميمه ليشبه الرسم الزيتي. في البداية، حاول استخدام وسائط مادية مختلفة لتقليد أسلوب أكثر تقليدية، بما في ذلك الغواش. حتى بعد التحول إلى الأساليب الرقمية، ذكر أنه يبذل «الكثير من الجهد لجعل الفرش الرقمية تتصرف بشكل طبيعي وتحافظ على قدر معين من» الكتابة اليدوية «في ضربات الفرشاة.» يعتمد معظم أعماله على الصور الموجودة مسبقًا التي يلتقطها؛ يتم استخدام هذه بعد ذلك كنقطة بداية لعدد من الرسومات التقريبية قبل اكتمال العمل النهائي.

### كتب
كانت معظم أعمال ستالينهاغ الفنية متاحة في البداية على الإنترنت، قبل طرحها للبيع في وقت لاحق كمطبوعات. منذ ذلك الحين، تم تحويله إلى كتابين للفن السردي، حكايات من الحلقة (بالإنجليزية: Tales from the Loop؛ بالسويدية: Ur Varselklotet) في 2014 وأشياء من الطوفان (بالإنجليزية: Things from the Flood؛ بالسويدية: Flodskörden) في 2016. يركز كلاهما على بناء مسرّع جسيمات فائق الكتلة يسمى الحلقة (Loop).
في الآونة الأخيرة، غطى ستالينهاغ غرب الولايات المتحدة في كتاب فني ثالث، الولاية الكهربائية (بالإنجليزية: The Electric State)، والذي تم تمويله أيضًا من خلال موقع كيك ستارتر. تدور أحداث الفيلم حول فتاة ورفيقها الآلي يجتازان دولة باسيفيكا الخيالية. نشر سايمون وسوتشر إصدار المملكة المتحدة في سبتمبر 2018، ونشرت سكايباوند للكتب إصدارًا في أمريكا الشمالية في الشهر التالي. كانت (The Electric State، إصدار سايمون وسوتشر) واحدة من أصل ستة متسابقين نهائيين لجائزة آرثر سي كلارك في عام 2019. أيضًا في عام 2019، تم إدراج إصدار سكاي باوند في القائمة المختصرة لفئة كتاب الفن لجائزة لوكوس.

## اقتباسات
في عام 2016، تم إطلاق حملة كيك ستارتر لتمويل لعبة لعب الأدوار على الطاولة تسمى تيلز فروم ذا لوب، بناءً على الكتاب الذي يحمل نفس الاسم؛ قارنته وسائل الإعلام المتعددة بالمسلسل التلفزيوني سترينجر ثينغز. تدور أحداث الفيلم في الثمانينيات وإما في الولايات المتحدة أو السويد، حيث لعب اللاعبون الأدوار كمجموعة من المراهقين الذين يتعاملون مع تداعيات الحلقة. تكافئ فئات الشخصيات المختلفة الأدوار النمطية في مرحلة الطفولة، على سبيل المثال، «جوك» (Jock) الشخص الرياضي المندفع و«بوك-وورم» (Bookworm) خبير الكتب و«كمبيوتر غيك» (Computer Geek) مهووس الكمبيوتر.
مسلسل تلفزيوني باللغة الإنجليزية تيلز فروم ذا لوب، أنتجته استديوهات أمازون بالاشتراك مع استديوهات فوكس 21 التلفزيونية وإندو فيلم وسيكثز (6th) وآيداهو موفينغ لـ أمازون برايم، تم إصداره بالكامل في 3 أبريل 2020 ويتكيف مع عناصر من سرد ستالينهاغ كتب فنية. يتكون الموسم الأول من ثماني حلقات مدة كل منها 50-57 دقيقة. كتب ناثانيال هالبيرن جميع السيناريوهات بينما كان لكل حلقة مخرج فريد من مجموعة متنوعة بما في ذلك مارك رومانيك وأندرو ستانتون وجودي فوستر.
تم بيع حقوق فيلم الولاية الكهربائية (The Electric State) إلى الأخوين روسو في عام 2017، وتم تأكيد الخطط مؤخرًا في عام 2019. من المقرر توجيهه وإنتاجه هو: مؤلفا الفصل الأول والفصل الثاني آندي موسكيتي وباربرا موسكيتي، على التوالي.

## عمل آخر
كجزء من حملة التمويل الجماعي للولاية الكهربائية (The Electric State)، أنتج ستالينهاغ وأصدر ألبومًا موسيقيًا إلكترونيًا يحمل نفس عنوان هدف الداعم. في عام 2018، أصدر ألبومه الثاني، ميوزك فور دي أو إس (Music For DOS)، الذي يحتوي على موسيقى محيطة تم تأليفها باستخدام لوحات المفاتيح القديمة وحزمة برنامج امبلوس تراكر.
بالإضافة إلى ذلك، شارك ستالينهاغ في مجموعة متنوعة من الإعلانات والأفلام وألعاب الفيديو. يتضمن ذلك عمله على لعبة فيديو المنصات ريبيل دوت زيرو (Ripple Dot Zero)، والتي تم تنفيذها بالتعاون مع تومي سالومونسون.

## روابط خارجية
- سايمون ستالينهاغ على موقع IMDb (الإنجليزية)
- سايمون ستالينهاغ على موقع ميوزك برينز (الإنجليزية)
- سايمون ستالينهاغ على موقع ديسكوغز (الإنجليزية)
- الموقع الرسمي